# Rheinnixe

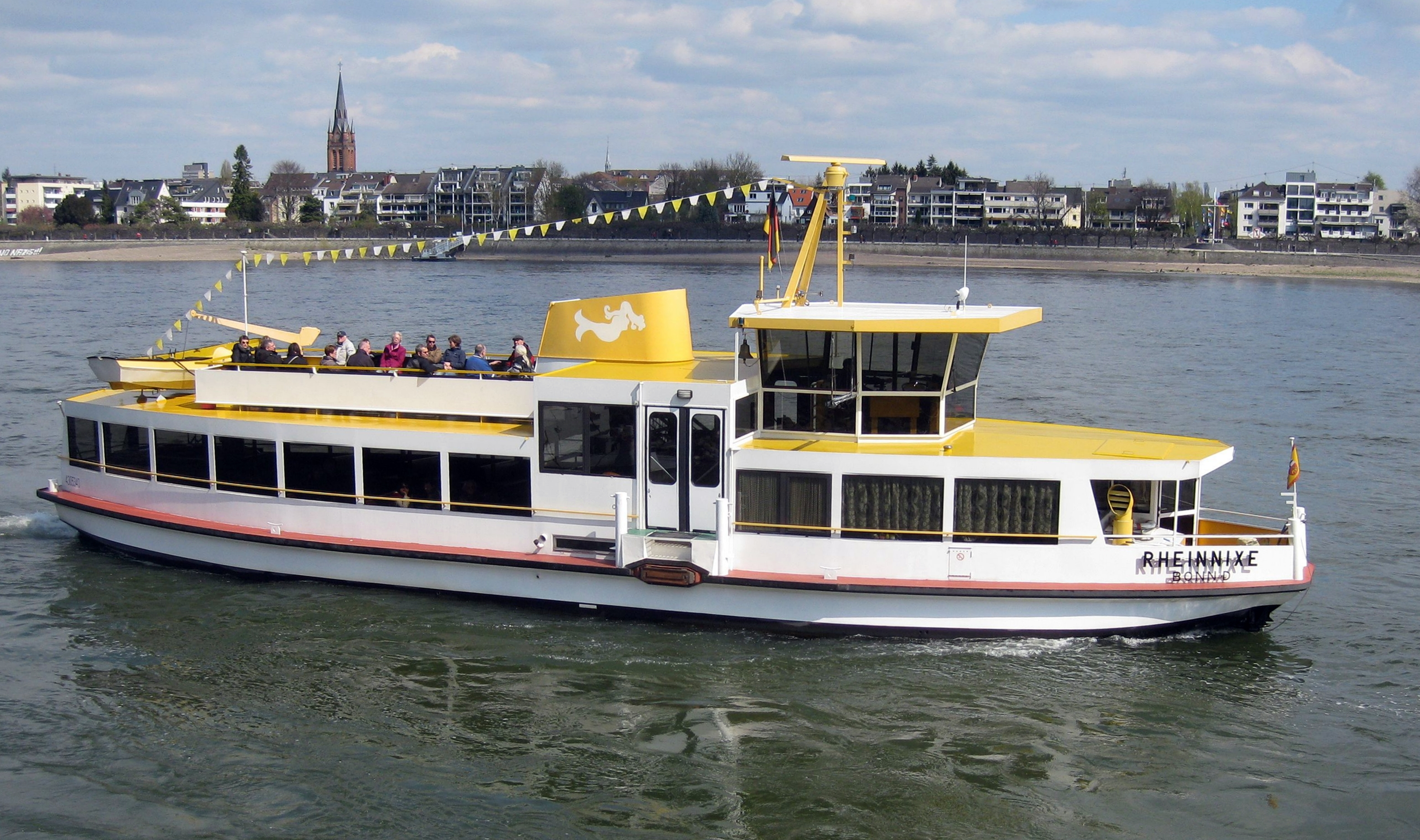
Die Rheinfähre Rheinnixe auf dem Rhein in Bonn querab vor dem Anleger am Brassertufer (2012)

Die Rheinfähre Rheinnixe (ENI-Nummer 04305340) ist eine Passagierfähre, die von 1980 bis 2022 mit Unterbrechungen am Stromkilometer 654,4 zwischen Bonn-Beuel-Mitte und Bonn-Zentrum verkehrte. Ihre Anlegestellen befinden sich am Beueler Hans-Steger-Ufer in Höhe der Steinerstraße und am Bonner Brassertufer in Höhe der Ersten Fährgasse nahe dem Ausflugslokal Rheinpavillon. Sie wurde am 16. Juni 1980 als vierte aufeinander folgende Fähre dieses Namens in Betrieb genommen und war die einzige verbliebene Bonner Fähre auf dem Rhein. Betreiber war die Bonner Fähr- und Fahrgastschifffahrt GmbH & Co. KG; das Unternehmen betreibt außerdem noch das Fahrgastschiff Moby Dick.

## Geschichte
Bereits seit 1930 betreibt die Beueler Schifferfamilie Schmitz eine Rheinfähre zwischen Beuel (damals noch eine eigenständige Gemeinde) und Bonn. Nach dem Zweiten Weltkrieg und der damit einhergehenden Zerstörung der alten Rheinbrücke waren die Fähren lange Zeit die einzige Möglichkeit, von der „Schäl Sick“ nach Bonn zu kommen. Von der amerikanischen Besatzungsmacht wurden zunächst vier Personenfähren zugelassen. Die Rheinnixe befuhr als letzte verbliebene Fähre die Verbindung Bonn–Beuel. 1948/1949 wurde die Rheinbrücke auf den Pfeilern der Vorgängerbrücke wieder errichtet und 1963 erhielt sie ihren heutigen Namen Kennedybrücke. 1952 wurde die Gemeinde Beuel zur Stadt erhoben und 1969 nach Bonn eingemeindet.
Die Fähre verkehrte nach differenzierten Öffnungszeiten, die sowohl von Wochentagen als auch Monaten abhängen, alle 15 Minuten, samstags, sowie sonn- und feiertags, alle 20 Minuten. Im Winter (November bis Februar) gab es darüber hinaus wochentags eine Fahrpause von 09.00 bis 12.00 Uhr. Eine Überfahrt dauerte zwischen fünf und zehn Minuten. Der Betrieb erfolgte ganzjährig mit Ausnahme von Weihnachten und Neujahr. Nur bei extremem Niedrigwasser wurde der Fährbetrieb kurz unterbrochen. Des Weiteren ist es dann aufgrund des steinigen Ufergeländes schwierig am Beueler Anleger festzumachen. Bereits mehrere Male musste der Untergrund mit einem schwimmenden Bagger vertieft werden, so zum Beispiel im August 2003. Neben dem regulären Fährbetrieb wurde die Rheinnixe manchmal auch von Schiffsführern der Berufsschifffahrt auf dem Rhein engagiert, um beim Wechsel einzelner Besatzungsmitglieder diese von Bord eines Schiffes aufzunehmen und ans Ufer zu bringen.
Seit 1988 wurden jährlich im Januar auf der Rheinfähre Wasserweihen der griechisch-orthodoxen Kirche durchgeführt und seit 2014 als ökumenische Weihe gemeinsam mit der römisch-katholischen Kirchengemeinde Bonn. Hierzu hielten zwei Geistliche beider Konfessionen genau in der Flussmitte eine Messe und erteilen den Wassersegen, indem das Kreuz zu beiden Seiten der Fähre in den Fluss geworfen und wieder eingeholt wird.
Das Fährrecht in Bonn wird noch nach der historischen Fährgerechtsame an die Nachkommen vererbt. Bis zum Oktober 2016 führte das Ehepaar Schmitz senior den Fährbetrieb. Neben Kapitän Günter Schmitz war auch seine Ehefrau Uta Schmitz als Fährführerin am Steuer. Vertretungsweise führte Dieter Wißkirchen das Schiff. Nach mehr als 50 Jahren auf dem Rhein schied das Ehepaar Schmitz aus dem aktiven Fährdienst aus. Es übernahm die nächste Generation das Ruder: die Kinder Angelika und Dieter steuerten seitdem die Rheinnixe.

### Einstellung des Fährbetriebes & Verkauf
Von Ende Juli 2019 bis Anfang März 2020 war der Fährbetrieb vorübergehend eingestellt. Danach verkehrte die Rheinnixe wieder; jedoch nur noch zu deutlich eingeschränkten Zeiten. Nachdem seit Anfang Juli 2022 aufgrund von extremem Niedrigwasser der Fährbetrieb erneut ruhte, teilten die Betreiber im September auf ihrer Homepage mit, dass man wegen des plötzlichen Todes des Fährführers gezwungen sei, den Fährbetrieb für den Rest des Jahres einzustellen. Die endgültige Einstellung des Fährbetriebes wurde am 25. Oktober 2022 bekannt gegeben. Rückläufige Fahrgastzahlen, mehrfache teure Ausbaggerungsarbeiten an der Anlegestelle in Beuel und der fehlende Nachfolger des Fährführers waren die hauptsächlichen Gründe, welche laut der Betreiberfirma BFF – Bonner Fähr- und Fahrgastschiffahrt GmbH & Co. KG zu diesem Entschluss führten. Im Juli 2024 wurde der Verkauf der Rheinnixe an einen Beueler Unternehmer öffentlich. Da ein Fährbetrieb nicht mehr möglich sei, werde für die Zukunft ein anderes Nutzungskonzept erarbeitet. Kurzfristig sei eine kulturelle Nutzung (Lesung und Kunstausstellung an Bord) vorgesehen. Die Fähre werde äußerlich nicht verändert werden und der Name bleibe. Der Liegeplatz am Beueler Rheinufer solle bestehen bleiben, da die Rheinnixe zum Stadtbild gehöre. Hierzu habe der neue Besitzer die Anlegebrücke langfristig vom Besitzer -der Familie Schmitz- gemietet.

## Fahrzeug
Das Fährschiff Rheinnixe ist 25 Meter lang, sieben Meter breit und sechs Meter hoch, bei einem Gewicht von ca. 50 Tonnen. Der Rumpf ist im Knickspantsystem hergestellt und wurde durch Querschotten in acht wasserdichte Kammern unterteilt. Der Schottel-Ruderpropeller wird von einem Daimler-Benz-Motor mit 130 PS angetrieben. Die Höchstgeschwindigkeit beträgt 20 km/h. 150 Personen zuzüglich  Fahrräder können befördert werden. Im Mai 1980 wurde das Schiff durch den damaligen Oberbürgermeister Hans Daniels in der Stahl- und Metallbaufirma Grönewald, Bunsenstraße in Bonn-Dransdorf getauft. Dies war gleichzeitig der Festakt zum 90-jährigen Bestehen des Unternehmens. Am 16. Juni 1980 begann der offizielle Fährbetrieb für diese Rheinnixe. Die damaligen Eigner, die Gebrüder Schmitz, beteiligten sich mit ihren Familien aktiv am Bau der Fähre. Johann Schmitz, der Vater des langjährigen Schiffsführers Günter Schmitz (bis 2016) war selbst Schiffbaumeister. Auch die beiden Schiffsanleger wurden in Eigenarbeit errichtet.
Die Rheinnixe wurde von nur einer Person gefahren. Der Schiffsführer kann die Fähre mit starken Elektromagneten am Anlieger befestigen und vom Führerstand die Türen betätigen. Häufig wurde die Rheinnixe von Schülern genutzt, die von der rechtsrheinischen Seite ihre Schule auf der anderen Rheinseite besuchen, zum Beispiel das Beethoven-Gymnasium an der Adenauerallee in Rheinnähe.
Im Dezember 2015 wurde auf der Lux-Werft in Mondorf-Niederkassel der Mercedes-Benz OM 401 generalüberholt und die Elektrik des Schiffes modernisiert; ein neuer Anstrich folgte im Frühjahr 2016.

## Siehe auch

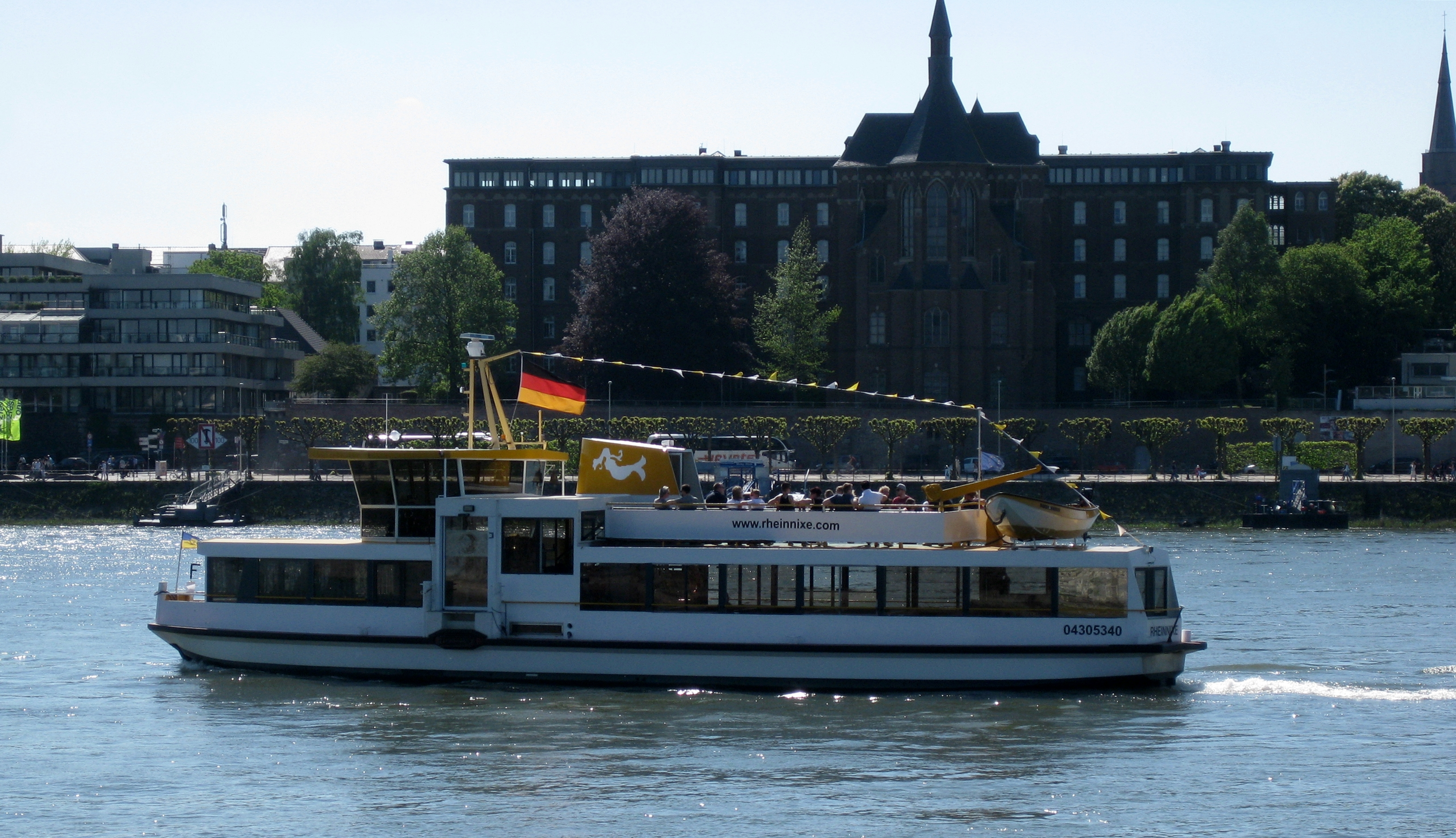
Rheinnixe mit neuem Design
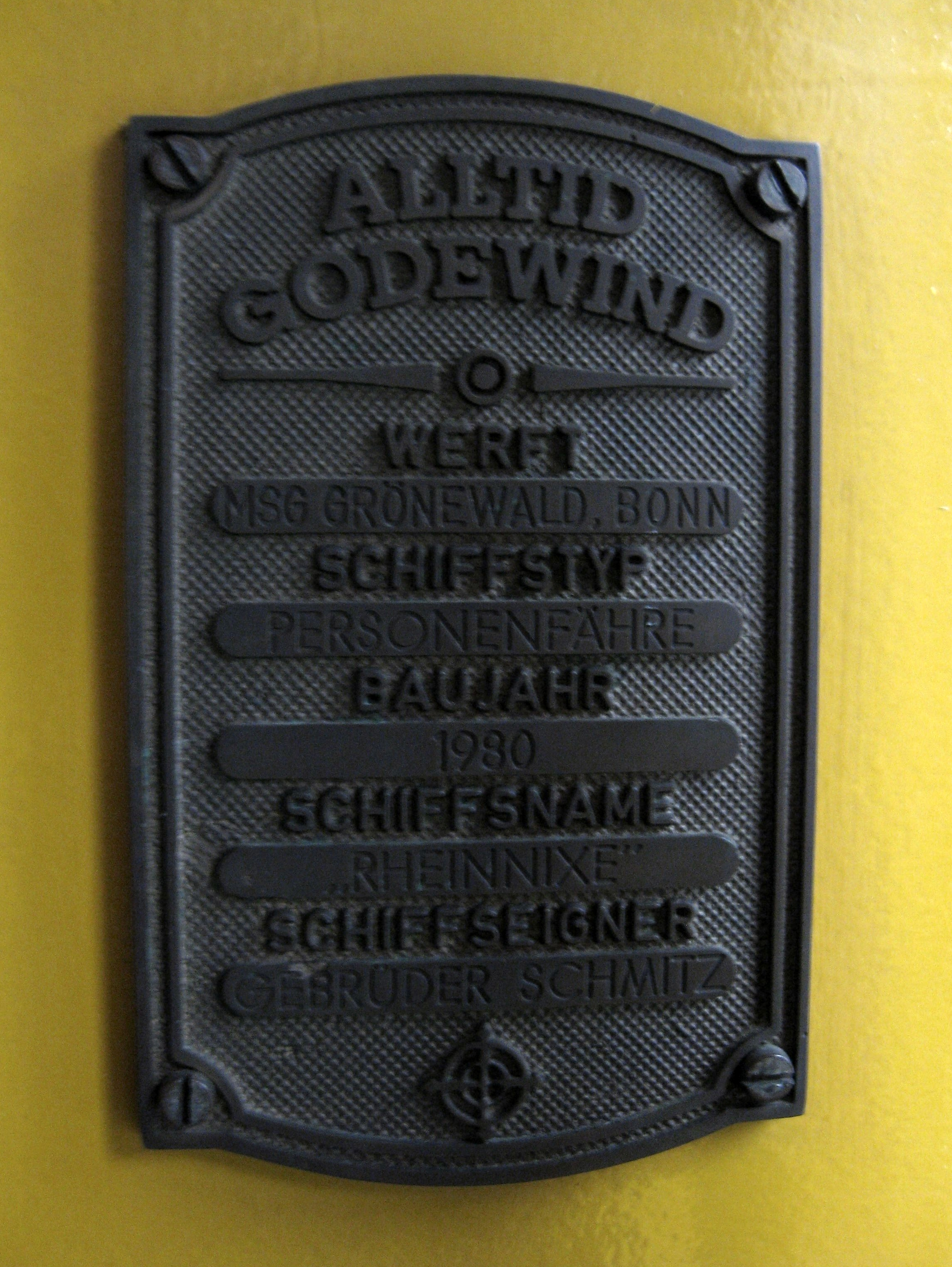
Schiffsplakette
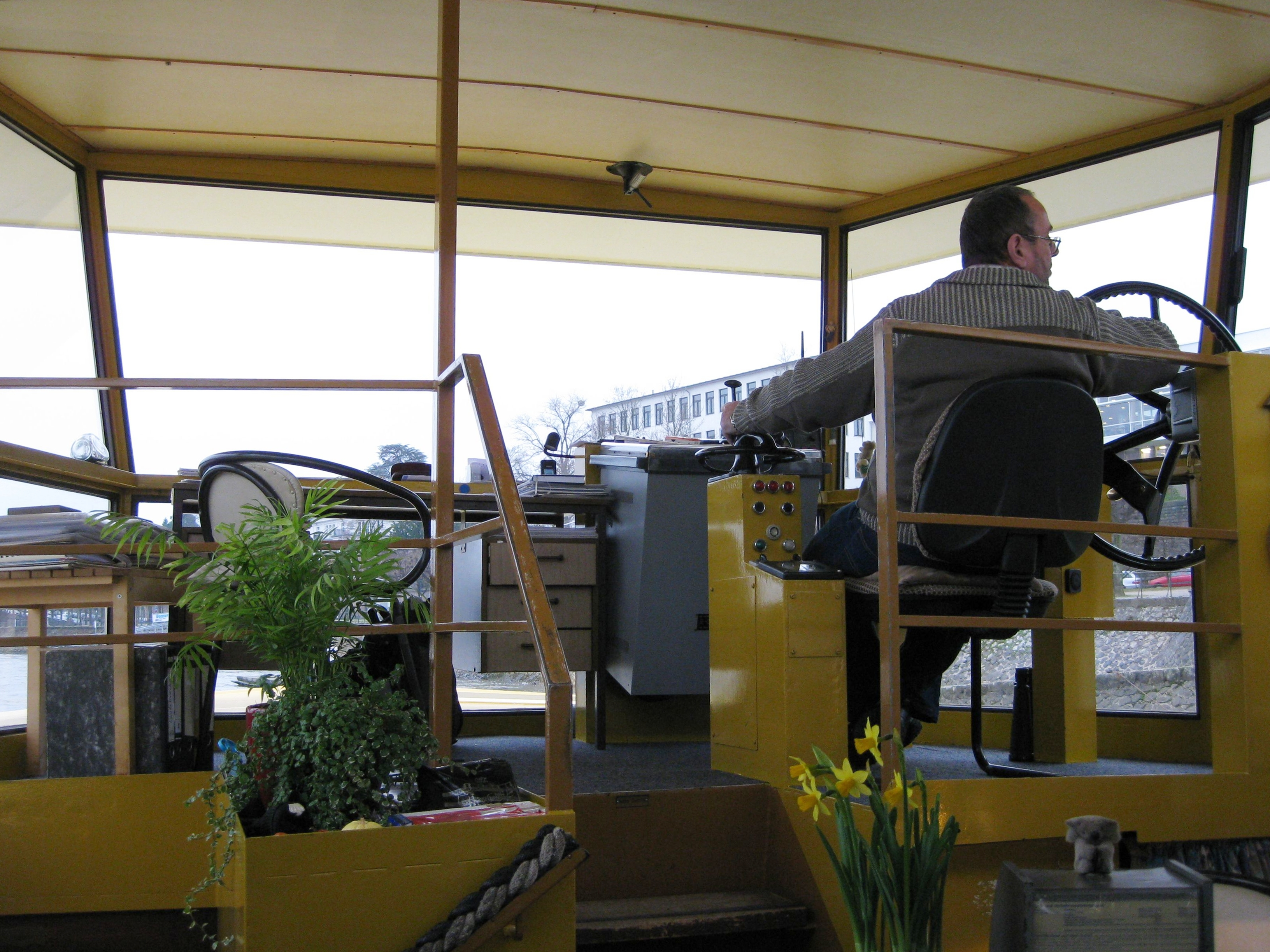
Führerstand
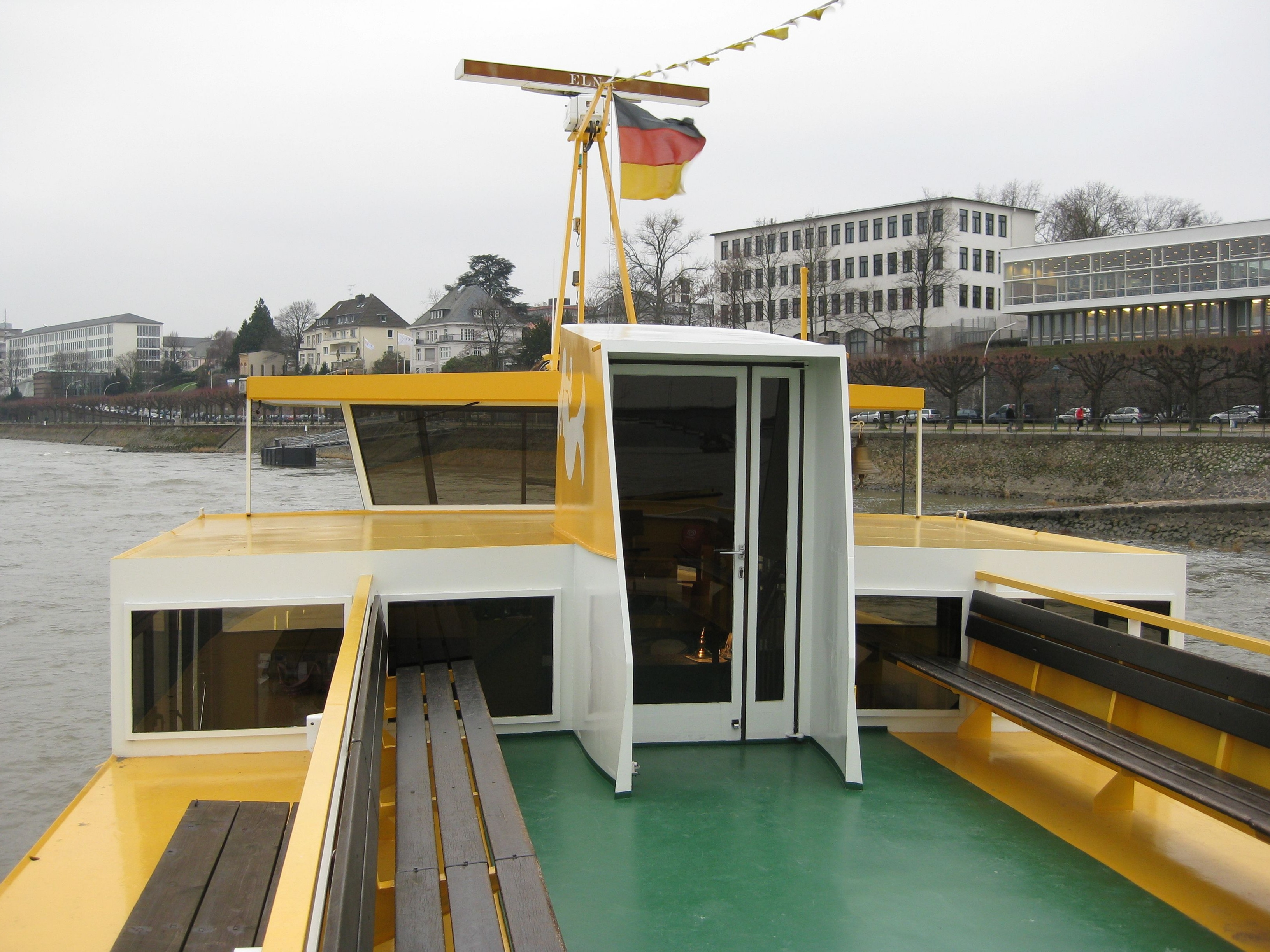
Oberdeck Blick zum Bug
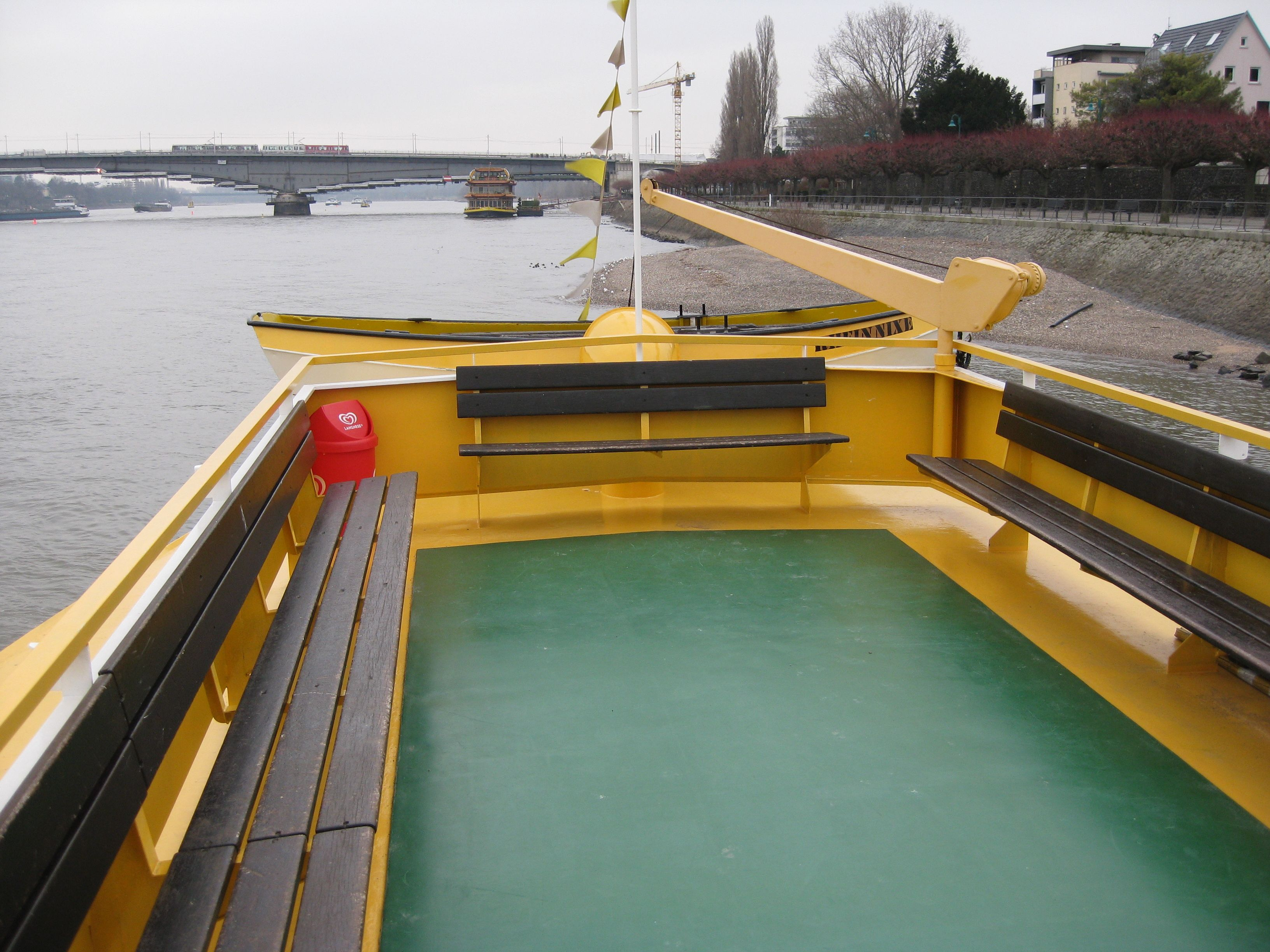
Oberdeck Blick zum Heck
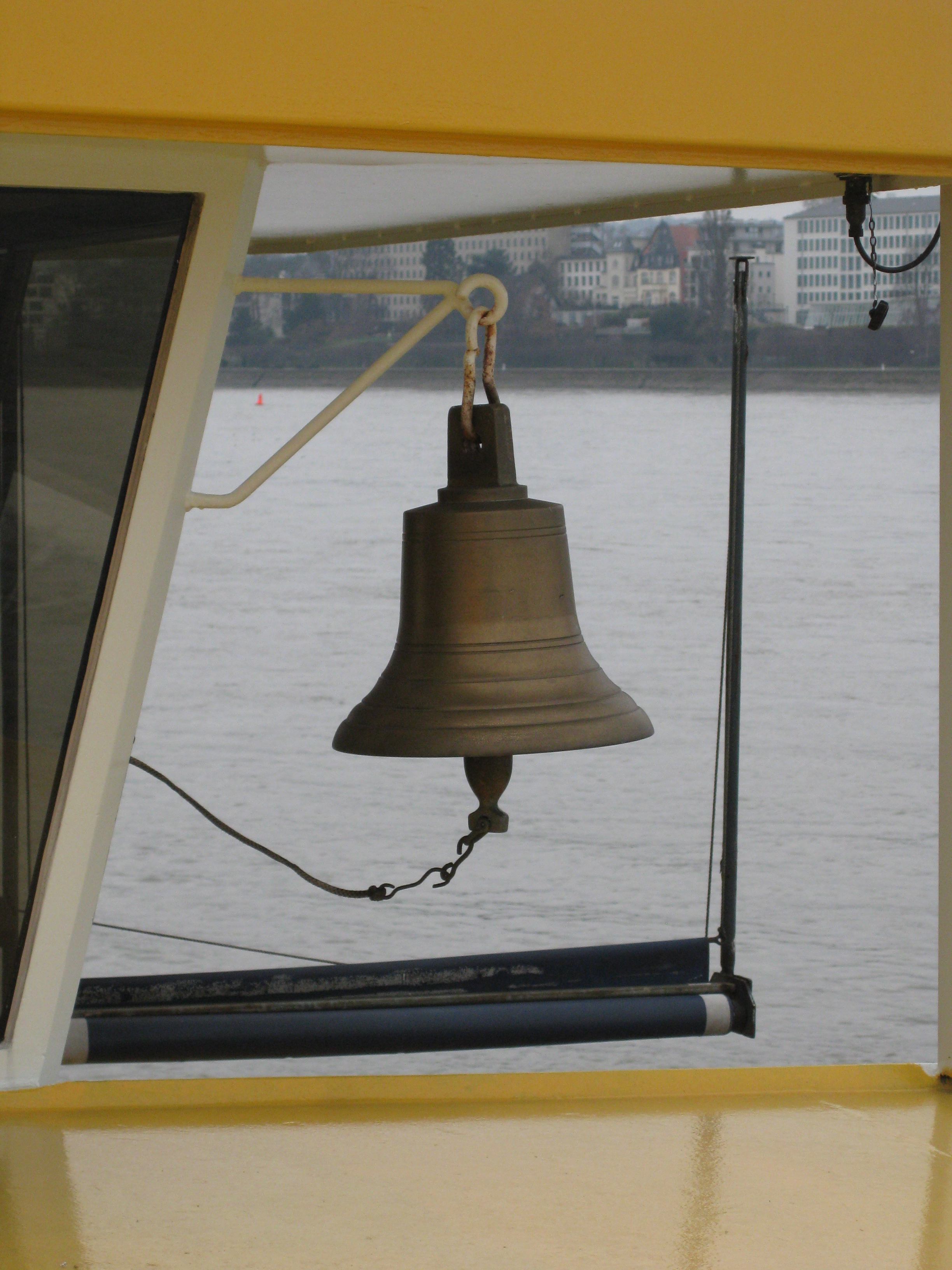
Schiffsglocke am Steuerhaus